# Вейгольд, Хуго
Макс Хуго Вейгольд (27 мая 1886 — 9 июля 1973) — немецкий зоолог и пионер в области кольцевания птиц. Работал на острове Гельголанд, одном из первых мест кольцевания птиц.

## Биография
Родился в Дрездене. Изучал естественную историю и географию в университетах Йены и Лейпцига. Там на него оказали влияние Эрнст Геккель, Ричард Вольтерек, Отто цур Штрассен и Карл Хун. На немецком острове Гельголанд в Северном море в 1910 году продолжил работу скончавшегося в 1897 Генриха Гатке и основал центр наблюдения за перелётами птиц, где ловили и кольцевали особей, пролетавших через этот остров.
В течение шести лет проводил зоологические исследования в Китае и Тибете. Стал первым человеком с Запада, увидевшим гигантскую панду в естественной среде обитания. В 1916 году, будучи участником экспедиции Вальтера Штоцнера, приобрел её детеныша, но он прожил недолго. Позднее был куратором естественных наук в Музее земли Нижняя Саксония в Ганновере.
Умер в городке Бруккберг (Нижняя Бавария).
Собрал большую коллекцию видов. Вейгольд лично назвал пять подвидов, ещё семи он присвоил имена в соавторстве с Отто Кляйншмидтом. Также он описал еще тринадцать таксонов, один из них вместе с Эрнстом Хартертом и еще один — совместно с Эрвином Штреземаном. Около шести видов птиц и семи таксонов позвоночных названы в его честь.